# Луїс Ларреа Альба
Луїс Альберто Ларреа Альба (ісп. Luis Larrea Alba‎‎‎‎; 25 жовтня 1894 — 17 квітня 1979) — еквадорський офіцер, виконував обов'язки президента країни з серпня до жовтня 1931 року.